# 교황 베네딕토 6세
교황 베네딕토 6세(라틴어: Benedictus PP. VI, 이탈리아어: Papa Benedetto VI)는 제134대 교황(재위: 973년 1월 19일 ~ 974년 6월)이다. 짧은 기간 동안 교황으로 재임하였던 그는 오토 1세에서 오토 2세로 권력이 계승되는 신성 로마 제국의 과도기적 정치 상황과 더불어 크레센티 가문과 투스쿨라니 가문 등 로마 귀족 가문들의 권력 투쟁이 표면화되는 것을 목도하였다.

## 생애 초기와 교황 선출
힐데브란트라는 이름의 게르만계 로마인의 아들로 태어난 베네딕토는 10세기 초에서 10세기 중후반까지 거의 반세기동안 교황령을 사실상 통치한 투스쿨룸 백작 가문에서 태어났다. 교황으로 선출되기 전에 그는 산 테오도로 알 팔라티노 성당의 부제급 추기경이었다.
972년 교황 요한 13세가 선종한 후, 신성 로마 제국 황제를 따르던 대다수 교황 선거인단은 베네딕토를 후임 교황으로 선출하였다. 그러나 교황으로 즉위하기 전에 먼저 황제의 승인이 필요했기 때문에 973년 1월까지 교황좌에 착좌하지 못했다. 로마 시정과 교회 문제에 있어서 사실상 황제의 뜻대로 움직이고 있는 것에 대해 불만을 품은 로마의 귀족들은 오토 1세 황제의 보호 아래 교황으로 즉위한 베네딕토 6세를 황제의 꼭두각시로 간주하여 못마땅하게 생각하였다.

## 교황으로서의 재임과 죽음
베네딕토 6세의 재임 기간 기록은 그리 많지 않다. 그가 교황으로 재임한 시기에 파사우의 주교인 필리그림이 보낸 서신이 한 통 있는데, 그 서신에서 그는 베네딕토 6세에게 본인에게 팔리움을 수여해 주교로 서임함으로써 헝가리인들을 기독교 신앙으로 개종시키는 일을 계속할 수 있게 해달라고 청원하였다. 그러나 이에 대한 베네딕토 6세의 답신은 진본이 아니라 후대에 위조된 것으로 여겨진다.
베네딕토 6세는 또한 몇몇 수도원과 성당이 지니는 특권들을 인정해 준 것으로도 알려져 있다. 그는 프랑스의 로테르 왕과 그의 왕비의 요청에 따라 블랑댕 수도원을 교황의 보호 아래 두었다. 잘츠부르크 대주교 프리드리히와 그의 후임자들이 판노니아와 노리쿰 상하부 지역에서 교황을 대리하도록 한다는 베네딕토 6세의 교황 칙서가 전해지기는 하지만, 그 진위여부에 대해서는 논쟁의 여지가 있다.
973년 베네딕토 6세가 교황으로 선출되자마자 오토 1세가 사망하고 뒤이어 오토 2세가 즉위하면서 독일에서는 귀족들과의 마찰이 수면 위로 부상하였다. 이 때문에 새 황제가 로마에까지 신경을 쓰지 못하자, 평소에 독일 황제들이 로마 문제에 간섭하는 것에 반감을 갖고 있던 로마의 귀족들은 베네딕토 6세를 몰아낼 절호의 기회가 왔다고 판단했다. 대크레센티우스와 부제급 추기경 프란코 페루치(반독일 세력이 내세운 유력한 교황 후보)이 이끄는 일련의 무리가 974년 베네딕토 6세를 기습적으로 포박해 당시 크레센티 가문의 근거지였던 산탄젤로 성에 가두었다. 이후 페루치 추기경은 스스로 교황 보니파시오 7세라고 참칭하며 대립교황이 되었다.
베네딕토 6세가 투옥되었다는 소식을 접한 오토 2세는 그를 석방시키기 위해 자신의 대표자로 시코 백작을 로마로 보냈다. 대립교황 보니파시오 7세는 스스로 물러날 의사가 전혀 없었기 때문에, 스테파노라는 이름의 한 사제에게 감옥에 투옥된 베네딕토 6세를 교살하라고 지시하였다.
대립교황 보니파시오 7세는 974년 7월 베네딕토 6세를 교살하라고 지시한 것으로 보인다. 베네딕토 6세는 산탄젤로 성에서 교살당한다.
대립교황 보니파시오 7세가 쫓겨난 후, 교황 베네딕토 7세가 베네딕토 6세의 뒤를 이었다. 한편, 일부 옛 문헌에서는 교황 베네딕토 6세와 교황 베네딕토 7세 사이에는 소위 도노 2세(Donus II)라는 교황의 이름이 나오는데 이는 어느 연대기 작가가 도미누스 파파(Dominus Papa)를 도누스 파파(Donus Papa)로 오역한 것이므로 실존 인물이 아니다.